# Otiothops dubius
Otiothops dubius is een spinnensoort uit de familie Palpimanidae. De soort komt voor in Brazilië.